# 索沃泰尔 (热尔省)
索沃泰尔（法語：Sauveterre，法語發音：[sovtɛʁ]）是法国热尔省的一个市镇，属于欧什区。

## 地理
索沃泰尔（43°27'23"N, 0°51'26"E）面积16.45 平方千米，位于法国奧克西塔尼大區热尔省，该省份为法国西南部内陆省份，北起顺时针与洛特-加龙省、塔恩-加龙省、上加龙省、上比利牛斯省、大西洋比利牛斯省和朗德省接壤。
与索沃泰尔接壤的市镇（或旧市镇、城区）包括：卡代扬、埃斯庞、戈雅克、隆贝兹、蒙塔马、萨巴扬。

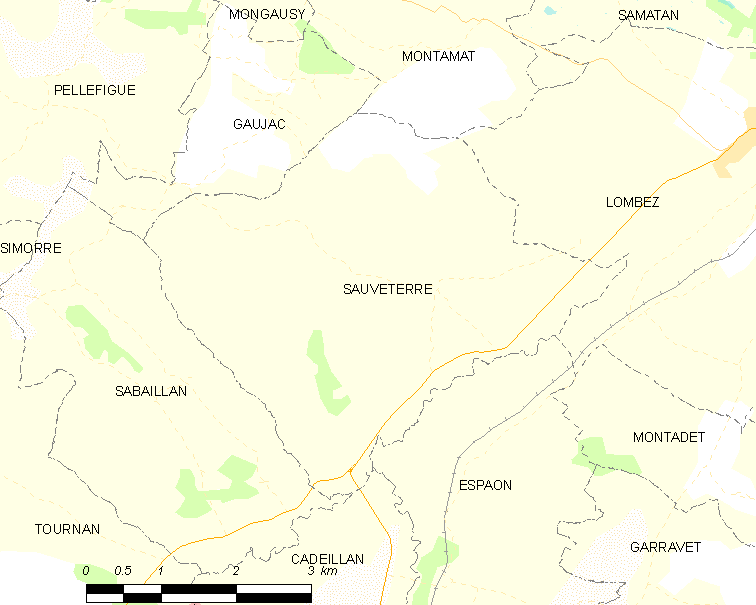
的OSM定位图

索沃泰尔的时区为UTC+01:00、UTC+02:00（夏令时）。

## 行政
索沃泰尔的邮政编码为32220，INSEE市镇编码为32418。

## 政治
索沃泰尔所属的省级选区为萨沃河谷县。

## 人口

1962-2008年间人口变化图示

索沃泰尔于2022年1月1日时的人口数量为281人。